# NGC 2331
NGC 2331 je velmi stará otevřená hvězdokupa v souhvězdí Blíženců. Od Země je vzdálená asi 4 200 světelných let. Objevil William Herschel 11. března 1785. Její stáří se odhaduje na 1,7 miliardy let.
Tato poměrně chudá hvězdokupa nemá zřetelné centrální zhuštění. Jako mlhavou skvrnku ji ukáže i malý dalekohled, ale až středně velký hvězdářský dalekohled v ní ukáže 20 až 30 hvězd, z nichž ty nejjasnější mají hvězdnou velikost 10.